# Католическая церковь византийско-славянского обряда в Польше
Католическая церковь византийско-славянского обряда в Польше или неоуниатская церковь (пол. Kościół katolicki obrządku bizantyjsko-słowiańskiego w Polsce) — церковь, действующая в Польше и находящаяся в общении со Святым Престолом. Церковь использует в своей литургии византийский обряд с употреблением церковнославянского языка. Церковь возникла в Польше в 1924 году как попытка привлечь польских православных верующих в общение со Святым Престолом. В настоящее время эта церковь называется в Польше неоунией. Действует параллельно с митрополией УГКЦ в Польше. Численность верующих по состоянию на 2016 год составляет 131 человек.

## История
В 20-х годах XX столетия несколько православных приходов в Польше перешли в католичество. В это же время латинский седлецкий епископ Хенрик Пшезьдзецкий, используя благоприятную обстановку для обращения православных в католичество, неоднократно выступал с инициативой создать новую унию православных со Святым Престолом. При поддержке папского нунция Акилле Рати (будущего Пия XI) в 1927 году в Польше было создано 14 приходов, которыми руководили иезуиты, служившие в византийском обряде.
В 1931 году Святой Престол назначил украинского епископа Николая Чарнецкого ординарием для верующих византийского обряда, использующих церковнославянский язык и проживающих в Польше. В этом же году латинский луцкий епископ Адольф Шелёнжек основал в Луцке специальную семинарию для будущих священников новой унии. До начал Мировой войны эта семинария подготовила около более двадцати священников. В 1937 году неоуниатская церковь насчитывала 71 священнослужителей. В это время в церкви действовала Виленская архиепархия, пинская епархия, седлецкая епархия, луцкая епархия и люблинская епархия.
Во время Второй мировой войны большинство неоуниатских приходов прекратили свою деятельность и большинство верующих вернулось в православие. В 1947 году в неоуниатской церкви действовало 4 прихода, три из которых прекратили своё существование из-за насильственного переселения украинского населения в западные части Польши. До 80-х годов действовал единственный неоуниатский приход святого Никиты Мученика в населённом пункте Костомлоты Нижнесилезского воеводства.
В 80-е годы по просьбе примаса Польши Юзефа Глемпа из США прибыли два монаха Никодим и Афанасий, находившиеся в подчинении белорусского грекокатолического епископа Владимира Тарасевича. Эти монахи в прошлом были членами латинского монашеской конгрегации паулинов из Ясной Горы в Ченстохове. Будучи в США, они перешли в византийский обряд. Никодим и Афанасий поселились в окрестностях Пшемысля в селе Уйковице, где основали монастырь святых Кирилла и Мефодия и стали работать среди населения. После конфликта с перемышльским архиепископом Игнатием Токарчуком и местным населением монастырь со всеми насельниками перешёл в Польскую православную церковь.
В 1985 году при церкви святого Никиты Мученика в Костомлоты стал действовать женский монастырь малых сестёр Иисуса. В 1998 года в этом же населённом пункте был основан мужской монашеский дом отцов-мариан.
В 2007 году в Польше действовало 11 приходов неоуниатской церкви в Польше, которые находятся в юрисдикции латинского седлецкого епископа.